# 24-та піхотна дивізія (Австро-Угорщина)
24-та піхотна дивізія (нім. 24. Infanterietruppendivision, 24. ITD) — піхотна дивізія Спільної армії Збройних сил Австро-Угорщини.

## Організація дивізії мирного часу на 1871 рік
У 1871 році дивізія була підпорядкована Головному командуванню у Львові.
Організація дивізії мирного часу на 1871 рік 
- Штаб 24-ї стрілецької дивізії у Львові
- 1-ша піхотна бригада в Стрию
- 2-га піхотна бригада в Чернівцях
- кавалерійська бригада у Львові

У 1872 р. 1-ша піхотна бригада була переведена зі Стрия до Перемишля.
У 1873 році 2-га піхотна бригада в Чернівцях була включена до складу 30-ї піхотної дивізії і перейменована в 1-шу бригаду, а в 1876 році вона отримала назву 59-та піхотна бригада. Нова 2-га піхотна бригада в Стрию була підпорядкована командиру 24-ї піхотної дивізії.
У 1876 р. 1-шу піхотну бригаду в Перемишлі було перейменовано на 47-му піхотну бригаду, 2-гу піхотну бригаду в Стрию — на 48-му піхотну бригаду, а кавалерійську бригаду у Львові — на 20-ту кавалерійську бригаду.
Перед Першою світовою війною 24-та піхотна дивізія дислокувалася в гарнізоні Перемишля і входила до складу 10-го корпусу.

## Організація дивізії мирного часу на 1914 рік
Організація дивізії мирного часу на 1914 рік
- Штаб 24-ї піхотної дивізії в Перемишлі
- 47-а піхотна бригада (нім. 47. Infanteriebrigade) у Перемишлі
  - 9-й піхотний полк (батальйони № 1., 2., 3., 4.)
  - 45-й піхотний полк (батальйони № 1., 3., 4.)
  - 10-й саперний полк
- 48-а піхотна бригада (нім. 48. Infanteriebrigade) у Перемишлі
  - 10-й піхотний полк (батальйони № 2., 3., 4.)
  - 77-й піхотний полк (батальйони № 1., 2., 3.)
  - 10-й інженерний батальйон[7]
  - 3-я санітарна група (нім. Sanitätsabteilung Nr 3, SanAbt. 3) гарнізонного госпіталю № 10 у Перемишлі — майор Генріх Андреатта[5]
- 28-й польовий гарматний полк
- 10-й польовий гарматний полк
- 10-й дивізіон важких гаубиць

## Склад і командування на 1 травня 1915р
- Штаб 24-ї піхотної дивізії
  - Командувач — генерал-майор Юзеф Марія Фердинанд Кароль Шнайдер фон Маннс-Ау
- 47-ма піхотна бригада (47. IBrig.)
  - Командувач — генерал-майор Фелікс Фридерик Вільгельм Уншульд фон Меласфельд
  - 9-й піхотний полк
  - 45-й піхотний полк
- 48-а піхотна бригада (48. IBrig.)
  - Командувач — полковник Кароль Корцер
  - 10-й піхотний полк
  - 77-й піхотний полк
- 24-та бригада польової артилерії (24. FABrig.) — генерал-майор Кароль Сейферт фон Улен
  - 30-й польовий гарматний полк — полковник Євгеніуш Грандовський (4 VIII 1914 — 8 IV 1916)
  - II дивізіон 10-го польового гаубичного полку

## Командування
Командири дивізії
- Фельдмаршал-лейтенант (FML) Йозеф Томас (1871[1] — 1873 → заступник командувача в Аграмі)
- генерал-майор / FML Фелікс фон Боймен (1873[3] — 1875 → заступник командувача в Будапешті)
- FML Йозеф фон Депфнер (1875 –)
- FML Йозеф Штрассер фон Обенгаймер (1914[5])

Командири 1-ї піхотної бригади у Стрию (з 1872 р. у Перемишлі) / 47-ї піхотної бригади.
- полковник / генерал-майор Карл Лаубер (1871[1] — 1877 → командир 35-ї піхотної дивізії[8])
- полковник Зигмунд Келер (1877[8] —)

Командири 2-ї піхотної бригади Piechoty w Czerniowcach (до 1873 року)
- полковник / генерал-майор Максиміліан фон Баумгартен (1871[1] — 1873 → командир 30-ї піхотної дивізії) 1-ї піхотної бригади

Командири 2-ї піхотної бригади у Стрию (з 1873 року) / 48-ї піхотної бригади
- генерал-майор Емануель Геннігер фон Еберг (1873[3] — 1877)
- полковник / генерал-майор Йозеф Латтерер фон Лінтенбург (1877[8] –)

Начальники штабів
- майор пд ГШ (арт.) Фрідріх Фішер (1871[1] — 1874 → 10-й полк польової артилерії)
- підполковник ГШ Еміль фон Йолі (1874[9] — 1875 → начальник штабу 3-ї піхотної дивізії та військового штабу в Лінці)
- майор пд ГШ (піх.) Віктор Хабігер фон Гартенек (1875—1877 → голова відділу історії війни у Військовому архіві[8])
- майор ГШ Карл Гох (1877[8] –)